# Money Monster
Money Monster és una pel·lícula estatunidenca dirigida per Jodie Foster, estrenada l'any 2016. S'ha doblat i subtitulat al català.
La pel·lícula s'ha presentat fora de competició al Festival de Canes 2016.

## Argument
Lee Gates és una personalitat influent de la televisió novaiorquesa. Anima l'emissió sobre finances Money Monster amb el seu estil estripat i humorístic. Un dia, Kyle, un espectador que ha perdut tots els seus estalvis seguint els consells de Lee, desembarca a l'escenari de l'emissió amb armes i explosius i el segresta en directe davant milions de teleespectadors.

## Repartiment
- George Clooney  : Lee Gates
- Julia Roberts: Patty Fenn
- Jack O'Connell: Kyle Budwell
- Dominic West: Walt Camby
- Caitriona Balfe : Diane Lester
- Christopher Denham: Ron Sprecher
- Giancarlo Esposito: capità Marcus Powell
- Emily Meade : Molly
- Grant Rosenmeyer : Dave
- Chris Bauer : tinent Nelson

### Rodatge
L'octubre de 2012, es va anunciar que el rodatge començaria durant 2013. El juliol de 2014, es revelà que el rodatge podria començar quan George Clooney acabaria el d'''Ave, Cesar!''.
El rodatge comença a Nova York el 27 de febrer del 2015, El març, el rodatge té lloc en els Kaufman Astoria Studios. L'abril, l'equip va al Financial District de Manhattan, per 15 dies. també es roda una escena davant el Federal Hall Nacional Memorial.

## Distincions
- Festival de Canes 2016 : fora de competició

## Crítica
- El quart llargmetratge de Jodie Foster és un bon exemple de les contradiccions i limitacions del Hollywood progressista a l'hora d'afrontar alguns temes[11]
- "La pel·lícula encaixa sorprenentment bé, gràcies a unes perfectes interpretacions de George Clooney i Julia Roberts, una mica d'humor intel·ligent i la simplificada direcció de Foster."[12]
- Una pel·lícula normal sobre una situació extraordinària (...) un oportú i moderadament atractiu thriller a temps real (...) al que, lamentablement, li manca suspens."[13]
- "La direcció de Foster, amb l'ajuda de la llum nítida i neta del director de fotografia Matthew Libatique, és la més fluida i eficaç de la seva carrera. El guió també és bo. Fins que es converteix en un problemàtic llast. (...) Puntuació: ★★½ (sobre 4)"[14]
- "La pel·lícula no convenç del tot com a bategant thriller (...) No és gaire original, tampoc (...)[15]
- "La veig amb atenció, sense mirar el rellotge, passo una estona acceptable (...) també és una pel·lícula amb tensió, ben narrada, la qual cosa és molt d'agrair."[16]